# 天津市宝坻区体育中学
天津市宝坻区体育中学，简称宝坻体校，成立于1980年，位于天津市宝坻区宝平街道刘辛庄宿舍北，隶属于宝坻区教育局的公立中专，负责中小学生体育训练教学工作，为上级运动队输送体育人才。